# Vikabröd

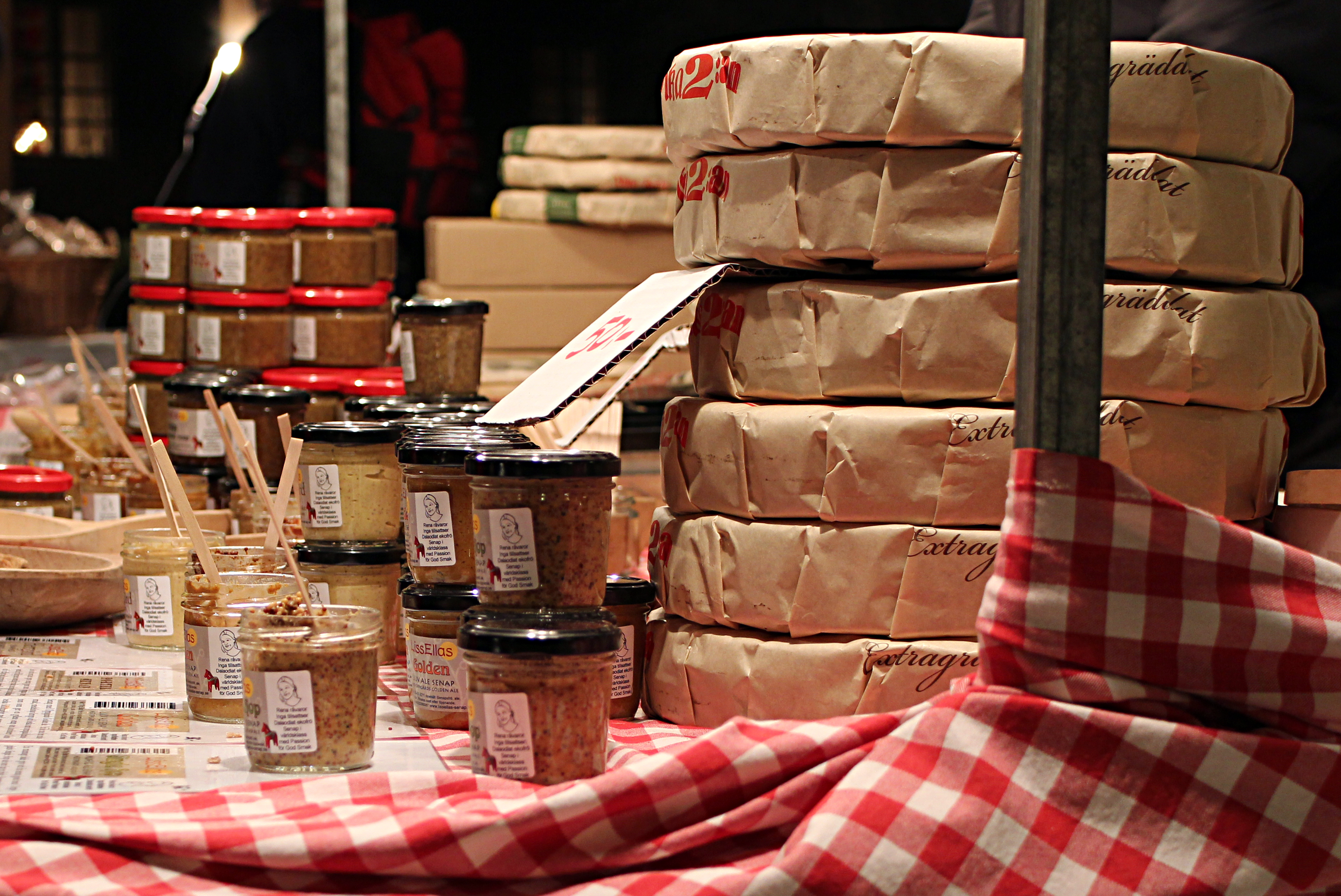
Senap från Dalarna och Vikabröd på Säters julmarknad 2010.

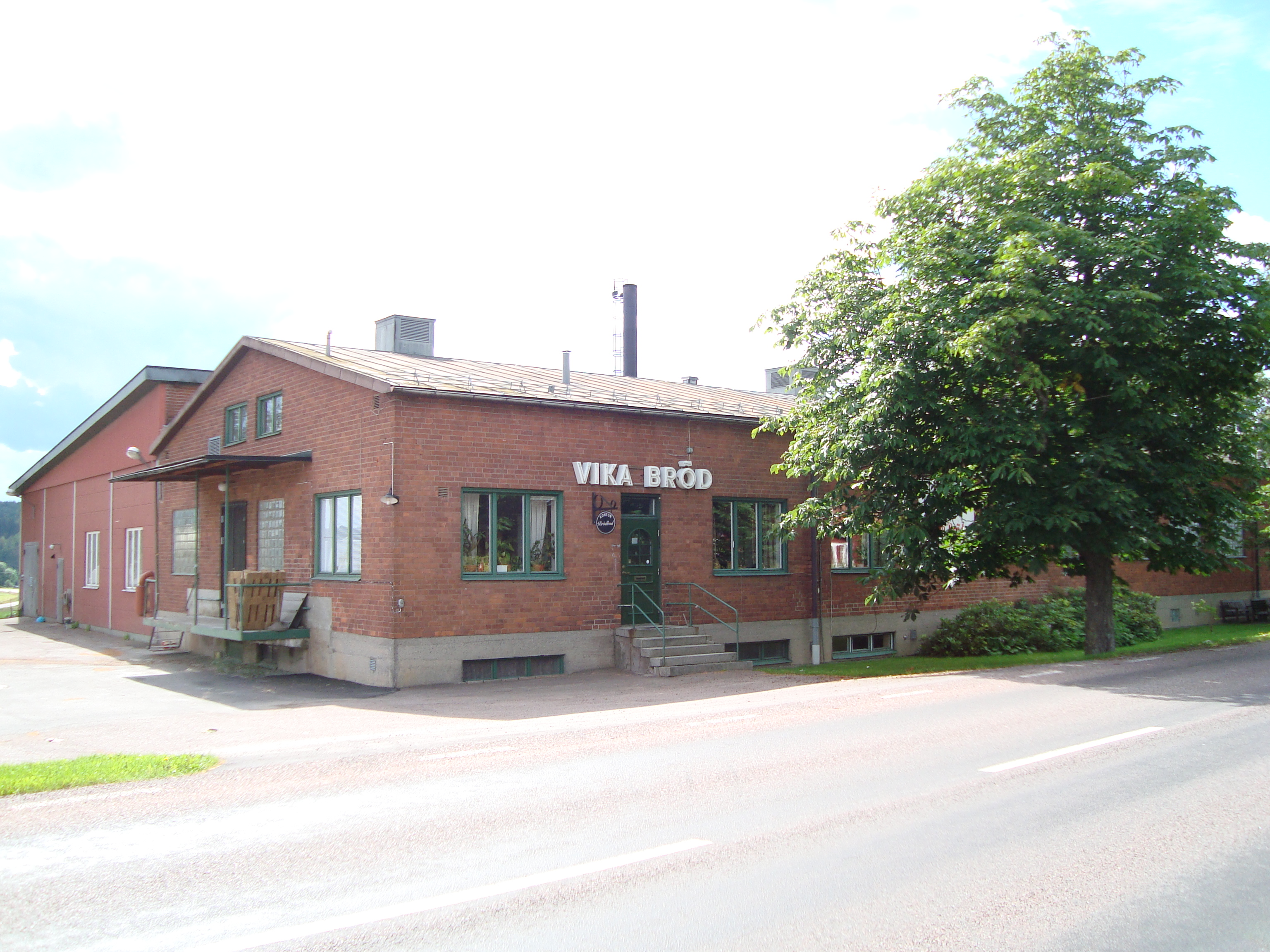
Vika Bröd i Skedvi kyrkby, numera Skedvi Bröd.

Vikabröd är ett knäckebröd som tidigare bakades av Vika Bröd. Varumärket ägs sedan 2005 av Leksandsbröd. Vikabröd bakades på traditionellt sätt i vedeldade bakugnar, men efter flytten till Leksand 2013 används elektriska ugnar. Den gamla lokalen i Stora Skedvi togs över av ett lokalt företag som säljer knäckebröd med liknande recept som Vikabröd men under namnet Skedvi Bröd.
Bageriet startade 1923 i Kniva i Vika socken utanför Falun av Karl-Oskar Andersson. All tillverkning flyttade till Skedvi kyrkby 1975. Numera är Vikabröd ett bröd som säljs nationellt och lokalt går att köpa "sekunda" och brutna i kartonger.
På grund av konkurshot, trots personalneddragningar och hög efterfrågan, flyttades i juni 2013 produktionen till Leksand. Där bakas Vikabröd enligt samma recept som tidigare, men i ugnar som värms upp med el.
Vikabröd visar på sin förpackning att brödet bakas i vedeldad ugn, och nominerades därför av föreningen Äkta vara till "Årets matbluff", vilket dock Livsmedelsverket besvarade med att bilden kanske kan tolkas som vilseledande, men att informationen på baksidan av förpackningen gör att märkningen som helhet inte är vilseledande.